# تدفق مباشر عبر الأنترنت
التدفق المباشر عبارة عن وسائط متدفقة عبر الإنترنت تُسجل وتُبث في نفس الوقت في الوقت الفعلي. غالبًا ما يشار إليه ببساطة على أنه تدفق، ولكن هذا المصطلح المختصر غامض لأن «التدفق» قد يشير إلى أي وسائط تُسلم وتُشغل في وقت واحد دون الحاجة إلى تنزيل ملف بالكامل. يتم بث الوسائط غير المباشرة مثل الفيديو عند الطلب ومدونات الفيديو ومقاطع فيديو اليوتيوب من الناحية الفنية، ولكن لا تُبث مباشرةً.
تشمل خدمات البث المباشر مجموعة متنوعة من الموضوعات، من وسائل التواصل الاجتماعي إلى ألعاب الفيديو إلى الرياضات الاحترافية. تتضمن المنصات مثل Facebook Live و Periscope و Kuaishou و Douyu و bilibili و 17 بث العروض الترويجية المجدولة وأحداث المشاهير بالإضافة إلى البث بين المستخدمين، كما هو الحال في مهاتفة الفيديو. أصبحت مواقع مثل Twitch منافذًا شهيرة لمشاهدة الأشخاص وهم يلعبون ألعاب الفيديو، كما هو الحال في الرياضات الإلكترونية، أو ألعاب هيا نلعب، أو الجري السريع، وهي تتوسع الآن، مع فئة تسمى «الدردشة فقط» عادة ما تحظى بأكبر عدد من المشاهدين. التغطية الحية للأحداث الرياضية هي تطبيق شائع. يشكل تفاعل المستخدم عبر غرف الدردشة مكونًا رئيسيًا للبث المباشر. غالبًا ما تتضمن المنصات القدرة على التحدث إلى المذيع أو المشاركة في المحادثات في الدردشة. تتكون العديد من غرف الدردشة أيضًا من المشاعر وهي طريقة أخرى للتواصل مع القائم بالبث المباشر.